# Mikel Artetxe
Mikel Artetxe Gezuraga (Larrabetzu, 24 settembre 1976) è un ex ciclista su strada ed ex ciclocrossista spagnolo di origine basca, professionista dal 1996 al 2007.

## Palmarès

### Strada
- 1998 (Dilettanti, tre vittorie)

Circuito de Pascuas
6ª tappa Vuelta a Navarra
Torneo Euskaldun
- 2000 (Euskaltel-Euskadi, tre vittorie)

1ª tappa Grande Prémio Jornal de Notícias (Matosinhos > Vila Real)
4ª tappa Grande Prémio Jornal de Notícias
Classifica generale Grande Prémio Jornal de Notícias
- 2001 (Euskaltel-Euskadi, una vittoria)

5ª tappa Vuelta a Andalucía (Humilladero > Granada)
- 2002 (Euskaltel-Euskadi, una vittoria)

5ª tappa Troféu Joaquim Agostinho (Torres Vedras > Torres Vedras)
- 2006 (3 Molinos Resort, una vittoria)

4ª tappa Vuelta a Asturias (Gijón > Llanes)

#### Altri successi
- 1998 (Dilettanti)

Trofeo Villa de Durango

### Ciclocross
- 1996

Campionati spagnoli, gara Under-23
- 1997

Campionati spagnoli, gara Under-23

## Piazzamenti

### Grandi Giri
- Tour de France

2003: 80º
- Vuelta a España

2002: 86º
2004: 108º

### Classiche monumento
- Milano-Sanremo

2001: 60º
2002: 58º
- Giro delle Fiandre

2004: 97º
- Parigi-Roubaix

2002: ritirato
- Liegi-Bastogne-Liegi

2001: 86º
2003: ritirato
2004: 88º
- Giro di Lombardia

2002: 48º